# Margaret Marshall Saunders

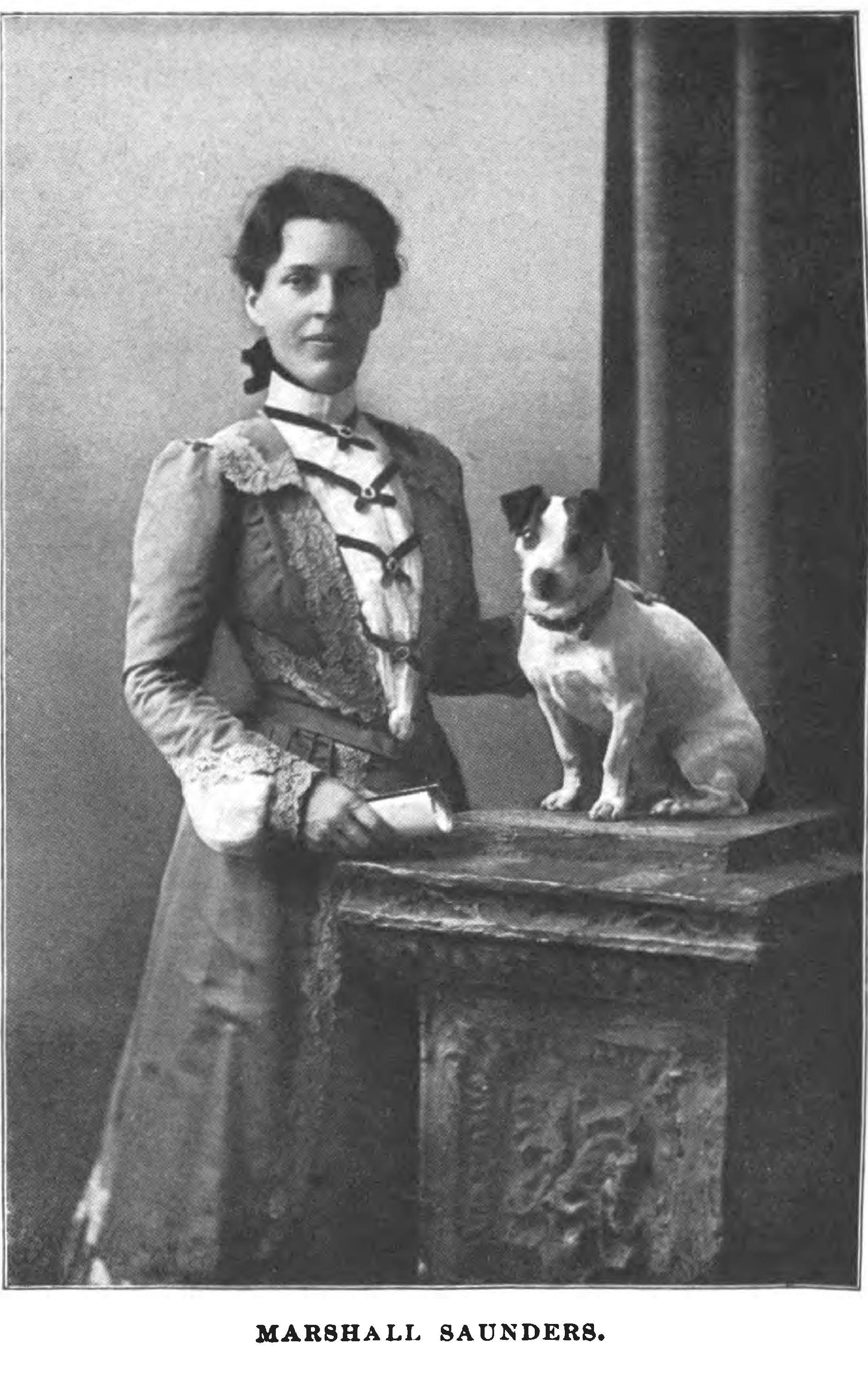
Margaret Marshall Saunders (1902)

Margaret Marshall Saunders, CBE (* 13. April 1861 in Milton, Nova Scotia; † 15. Februar 1947 in Toronto) war eine kanadische Schriftstellerin. Sie war der erste kanadische Autor, der einen Bestseller mit über eine Million verkauften Exemplaren verfasste.

## Biographie
Margaret Marshall Saunders war eine Tochter des Baptistenpredigers Edward Manning Saunders, der seine Abstammung bis zu einem Geistlichen aus der Reihe der Pilgerväter zurückverfolgen konnte. Schon früh unterrichtete er seine Kinder in Latein. Auch ihre Mutter Maria Kisborough Freeman maß Lesen und Bildung einen hohen Stellenwert zu. Als Margaret sechs Jahre alt war, zog ihre Familie nach Halifax. Sie war eine begabte Schülerin und wurde im Alter von 15 Jahren ein privates Internat ins schottische Edinburgh geschickt, wo sie auch Deutsch lernte. Anschließend lernte sie Französisch in Orléans. Nach ihrer Rückkehr nach Kanada arbeitete sie sieben Jahre lang als Lehrerin. Professor Theodor Rand, ein Freund der Familie, ermunterte sie zum Schreiben.
1889 veröffentlichte Saunders ihren ersten Roman, My Spanish Sailor. Da sie befürchtet hatte, als weiblicher Autor nicht anerkannt zu werden, nannte sie sich Marshall Saunders. 1894 folgte Beautiful Joe, die „Autobiographie“ eines misshandelten Hundes, die auf einer wahren Geschichte basierte. Mit diesem Buch gewann sie bei einem Wettbewerb der American Humane Society den ersten Preis. Der Roman wurde ein Bestseller, der in mehr als 14 Sprachen übersetzt wurde. Es war das erste kanadische Buch, von dem mehr als eine Million Exemplare verkauft wurden, 1930 lag die Zahl der verkauften Exemplare weltweit bei sieben Millionen. Zwischen 1893 und 2020 wurde das Werk in 259 Auflagen publiziert und unter anderem in Esperanto, ins Chinesische und ins Japanische übersetzt. 2013 kam die zweite deutschsprachige Auflage heraus.
Saunders schrieb insgesamt 24 Bücher, die meisten über Tiere und für Kinder, aber auch einige Liebesromane. Sie reiste häufig durch die USA sowie nach Europa und siedelte ihre Kindergeschichten über Haustiere und Vögel an den Orten an, die sie besuchte. Im Jahr 1914 zog sie nach Toronto. Sie engagierte sich für Frauenrechte, für Kinder- und Tierschutz. Zusammen mit Lucy Maud Montgomery war sie Mitbegründerin der Sektion Maritime Provinzen des Canadian Women’s Press Club.
Ihr Haus in Toronto beherbergte zahlreiche Haustiere, darunter zeitweise 28 Kanarienvögel. Sie benannte ihre Haustiere vorzugsweise nach den Orten, an denen sie gefunden worden waren, eine Taube hieß daher 38 Front Street und ein Hund Johnny Doorstep. In den 1920er Jahren tourte sie mit ihrer Schwester, mit der sie auch zusammenwohnte, durch Kanada und die USA und hielt Vorträge über humanes Miteinander und über Tierschutz. Ihr letztes Buch Esther de Warren aus dem Jahre 1927 war ein Liebesroman, der auf eigenen Erfahrungen in Schottland basierte.
Margaret Marshall Saunders starb am 15. Februar 1947 im Alter von 85 Jahren in ihrem Haus in Toronto. Ihr Nachlass befindet sich in den Archiven der Acadia University.

## Auszeichnungen
1911 erhielt Margaret Saunders die Ehrendoktorwürde der Acadia University. 1934 wurde sie Commander of the Order of the British Empire. Im selben Jahr verlieh ihr in Paris die französische Tierschutzorganisation Societe Protectice des Animaux eine Medaille. In ihrem Todesjahr wurde sie in Kanada als „Person von nationaler historischer Bedeutung“ geehrt.

## Werke
- My Spanish Sailor (1889)
- Beautiful Joe (1893). Auf Deutsch: Beautiful Joe. Der Hund, der die Menschen verändert hat. Ed. Tieger, 2013, ISBN 978-3-86671-113-6.
- Charles and His Lamb (1895)
- For the Other Boy's Sake, and Other Stories (1896)
- The House of Armour (1897)
- The King of the Park (1897)
- Deficient Saints (1899)
- For His Country (1900)
- Her Sailor (1900)
- Tilda Jane, An Orphan In Search of a Home (1901)
- Beautiful Joe's Paradise (1902)
- Nita, the Story of an Irish Setter (1904)
- The Story of Gravelys (1904)
- Princess Sukey; The Story of a Pigeon and Her Human Friends (1905)
- The Story of an Eskimo Dog (1906)
- My Pets (1908)
- Tilda Jane's Orphans (1909)
- The Girl from Vermont (1910)
- Pussy Black-Face (1913)
- Boy, the Wandering Dog (1916)
- Golden Dicky (1919)
- Bonnie Prince Fetlar (1920)
- Jimmy Gold-Coast (1924)
- Esther de Warren (1927)